# They All Kissed the Bride
They All Kissed the Bride (bra: Eles Beijaram a Noiva) é um filme estadunidense de 1942, do gênero comédia romântica maluca, dirigido por Alexander Hall, e estrelado por Joan Crawford e Melvyn Douglas. O roteiro de P. J. Wolfson, Andrew P. Solt e Henry Altimus foi baseado em uma história de Gina Kaus e do próprio Solt.
A trama retrata a história de uma executiva proprietária de uma empresa de caminhões que se apaixona por um escritor arrogante.
Crawford assumiu o papel-título depois que Carole Lombard faleceu em um acidente de avião no início de 1942. Crawford doou todo o dinheiro que recebeu por este filme para a American Red Cross, uma organização humanitária sem fins lucrativos que fornece assistência de emergência, socorro e educação em preparação para desastres.

## Sinopse
Margaret "M.J." Drew (Joan Crawford), que governa sua família com a mesma mão de ferro com que dirige a empresa de caminhões da família, descobre que o escritor Michael Holmes (Melvyn Douglas) está preparando um livro sugestivo sobre seu falecido e inescrupuloso pai. Há muito tempo sem pensar no amor, o efeito que o autor estranhamente atraente tem sobre ela no casamento de Vivian (Helen Parrish), sua irmã, faz Margaret sair de seu próprio eixo.

## Elenco
- Joan Crawford como Margaret "M.J." Drew
- Melvyn Douglas como Michael Holmes
- Roland Young como Marsh
- Billie Burke como Sra. Drew
- Allen Jenkins como Johnny Johnson
- Andrew Tombes como Crane
- Helen Parrish como Vivian Drew
- Emory Parnell como Mahoney
- Mary Treen como Susie Johnson
- Nydia Westman como Secretária
- Ivan F. Simpson como Dr. Cassell
- Roger Clark como Stephen Pettingill
- Edward Gargan como Policial Particular

## Produção
O filme foi originalmente programado para estrelar Carole Lombard em uma continuação do filme de sucesso "Ser ou Não Ser". No entanto, ela faleceu em um acidente de avião em 1942, após deixar Las Vegas no caminho de volta de uma turnê. Como uma forma de substituir Lombard, Louis B. Mayer, chefe da Metro-Goldwyn-Mayer, concordou em emprestar Crawford para a Columbia, onde o produtor Edward Kaufman teve que retrabalhar no roteiro e adequá-lo ao estilo de comédia de Crawford. De fato, Mayer raramente emprestava estrelas de grande renome como Crawford, não querendo que outros estúdios lucrassem em cima dos artistas tão consagrados de seu estúdio. Crawford insistiu na escalação de Melvyn Douglas (com quem ela apareceu em "The Shining Hour", de 1938; e "A Woman's Face", de 1941) para contracenar com ela.

## Mídia doméstica
Até 2020, "They All Kissed the Bride" e "Letty Lynton" (1932) são os únicos dois grandes filmes falados de Joan Crawford que nunca foram oficialmente lançados em DVD nos Estados Unidos, embora o primeiro tenha sido lançado em VHS quase 25 anos antes como um título da Columbia Classics.